# Забобонов, Иван Семёнович
Иван Семёнович Забобонов (1912—1945) — советский военный. Участник Великой Отечественной войны. Герой Советского Союза (1945, посмертно). Старший лейтенант.

## Биография
Иван Семёнович Забобонов родился 30 августа 1912 года в деревне Шелковниково Томского уезда Томской губернии (ныне Болотнинский район Новосибирской области Российской Федерации) в крестьянской семье. В годы Гражданской войны семья Забобоновых перебралась в город Болотное. Там И. С. Забобонов учился в местной школе. Окончил шесть классов. По окончании школы уехал в город Тайга, где устроился работать угольщиком на одноименной железнодорожной станции.
В октябре 1934 года И. С. Забобонов был призван в армию Анжеро-Судженским районным военкоматом Новосибирской области. Служил в Красноярске в подразделении НКВД СССР. Окончив полковую школу младших командиров в Ачинске, стал командиром отделения.
Во время прохождения службы в таёжном селе недалеко от гарнизона был ограблен магазин, а продавщица убита. Из военнослужащих были сформированы несколько поисковых групп для розыска убийцы, но именно И. С. Забобонов опознал по приметам и задержал вооружённого ножом преступника.
После этого случая Забобонов решил связать свою жизнь с армией. 
Оставшись на сверхсрочную службу, окончил полковую школу младшего командного состава.
В 1938 году как один из лучших сержантов был направлен на курсы младших лейтенантов, в 1939 году окончил Высшую школу НКВД. До войны служил командиром взвода войск НКВД СССР в Красноярске.
С началом Великой Отечественной войны лейтенант И. С. Забобонов «заваливал» военкомат рапортами об отправке на фронт. Наконец, зимой 1943 года его направили на курсы «Выстрел», но после окончания учёбы вместо фронта определили в запасной полк обучать новобранцев.
Весной 1943 года стал командиром стрелковой роты 99-й стрелковой дивизии 23-го стрелкового корпуса 60-й армии 1-го Украинского фронта, отличился в боях под Житомиром.
После того, как дивизию вывели с фронта для отдыха и пополнения, был назначен командиром 2-го стрелкового батальона 1-го стрелкового полка. Боевое крещение принял в июле 1944 года в бою на реке Вислок в Польше в ходе Львовско-Сандомирской операции. При попытках прорыва обороны противника в районе города Дембица дивизия понесла тяжёлые потери и была выведена в резерв Ставки Верховного Главнокомандования.
В октябре 1944 года 99-я стрелковая дивизия была переброшена в Венгрию. До ноября 1944 года она находилась в резерве 2-го Украинского фронта в районе населённого пункта Мезёхедьеш. Затем, совершив марш в район Будапешта, вошла в состав 46-й армии. И. С. Забобонов особо отличился в Будапештской операции. В ночь с 4 на 5 декабря 1944 года его батальон первым форсировал Дунай севернее Эрчи у посёлка Мариахаза (Mariaháza), захватил и в течение двух суток удерживал плацдарм, отразив 12 атак противника и уничтожив при этом несколько танков и свыше 200 солдат и офицеров неприятеля. За выполнение поставленной боевой задачи и проявленные при этом личное мужество и геройство командир батальона И. С. Забобонов был представлен к званию Героя Советского Союза и повышен в звании до старшего лейтенанта.
29 декабря 1944 года начались бои за город Будапешт. Батальон старшего лейтенанта Забобонова первым прорвал глубоко эшелонированную оборону противника на окраине города.
Батальон И. С. Забобонова в числе первых советских подразделений достиг южной окраины Будапешта, после чего вступил в уличные бои. 
1 января 1945 года возглавлявший штурмовую группу батальона И. С. Забобонов погиб в бою, выполняя задачу по захвату моста через Дунай. Бойцы похоронили комбата на окраине Будапешта.
Звание Героя Советского Союза было присвоено И. С. Забобонову указом Президиума Верховного Совета СССР от 24 марта 1945 года.
За отличие при форсировании Дуная Указом от 24.03.1945 года Золотой Звездой Героя Советского Союза наградили 14 воинов из 2-го стрелкового батальона старшего лейтенанта Забобонова Ивана Семеновича, в том числе: старшего лейтенанта Милова Павла Алексеевича, старшего лейтенанта Чубарова Алексея Кузьмича, лейтенанта Храпова Николая Константиновича, лейтенанта Колычева Олега Федосеевича, младшего лейтенанта Кутуева Рауфа Ибрагимовича, старшего сержанта Шарпило Петра Демьяновича, сержанта Ткаченко Ивана Васильевича, сержанта Полякова Николая Федотовича, красноармейца Зигуненко Ильи Ефимовича, красноармейца Остапенко Ивана Григорьевича, красноармейца Мележика Василия Афанасьевича, красноармейца Зубовича Константина Михайловича, красноармейца Трошкова Александра Даниловича, капитана Серых Семёна Прокофьевича.

## Награды и звания
- Медаль «Золотая Звезда» (24 марта 1945)[3]
- орден Ленина (24 марта 1945)[3]
- нагрудный знак "Отличник РККА"[3]

## Память
- Памятник Герою Советского Союза И. С. Забобонову установлен в пригороде Будапешта Диошиде[5].
- Имя Героя Советского Союза И. С. Забобонова увековечено на мемориалах на горе Геллерт в Будапеште[3], на Аллее Героев у монумента Славы и у здания Сибирского регионального управления Внутренних войск РФ в Новосибирске.
- Именем Героя Советского Союза И. С. Забобонова названы улицы в городах Новосибирск, Красноярск и Болотное.
- Герой Советского Союза И. С. Забобонов навечно зачислен в списки войсковой части № 7486 МВД РФ.

## Оценки и мнения
Иван Семёнович Забобонов — типичный сибиряк, прямо хоть картину с него пиши: кряжистый, крепкий. И выносливый. А на вид суровый: у него строгий, проницательный взгляд, волевой подбородок, широкие скулы. Стороннему наблюдателю могло показаться, что комбат не знает имени ни одного из подчинённых, что все они для него — только воины, только солдаты. А я открыл для себя иного Забобонова: очень чуткого и отзывчивого. В тот день он не случайно сказал: «Жаль, что многих ребят недосчитаемся…», а накануне напомнил мне, что надо помочь семье рядового Сидоренко. Старшие братья у Николая погибли на фронте. Остались одинокие больные старики, а местное начальство тянуло с оформлением пенсии. Необходимо написать, походатайствовать за стариков. Да и крыша у них прохудилась, пусть поможет колхоз… Как всякий человек дела, Иван Семёнович был немногословен. А чтобы рассказал о себе — этого вообще не дождёшься.
— Из мемуаров заместителя командира 1-го стрелкового полка по политической части Героя Советского Союза подполковника С. П. Серых «Бессмертный батальон».

## Документы
- Общедоступный электронный банк документов «Подвиг Народа в Великой Отечественной войне 1941—1945 гг.» Архивировано 13 марта 2012 года.

Герой Советского Союза. Архивировано 21 мая 2013 года.
- Обобщенный банк данных «Мемориал». Архивировано 10 мая 2012 года.

ЦАМО, ф. 33, оп. 11458, д. 696.
ЦАМО, ф. 33, оп. 11458, д. 626.